# Ангрик, Геза
Ге́за А́нгрик (нем. Gesa Angrick; род. 17 сентября 1970) — немецкая кёрлингистка и тренер по кёрлингу.
В составе женской сборной Германии участник чемпионата мира 2000 (заняли шестое место).
Играла в основном на позиции первого.

## Команды
| Сезон   | Четвёртый       | Третий         | Второй         | Первый      | Запасной                            | Турниры           |
| ------- | --------------- | -------------- | -------------- | ----------- | ----------------------------------- | ----------------- |
| 1999—00 | Петра Чеч       | Даниэла Йенч   | Карин Фишер    | Геза Ангрик | Элизабет Лендле тренер: Кит Вендорф | ЧМ 2000 (6 место) |
| 2008—09 | Петра Чеч       | Геррит Мюллер  | Луци Мишиц     | Геза Ангрик |                                     |                   |
| 2009—10 | Петра Чеч       | Геза Ангрик    | Геррит Мюллер  | Марион Клоц |                                     |                   |
| 2010—11 | Даниэла Йенч    | Петра Чеч      | Марика Треттин | Геза Ангрик |                                     |                   |
| 2011—12 | Даниэла Дриндль | Мартина Линдер | Марика Треттин | Геза Ангрик |                                     |                   |

(скипы выделены полужирным шрифтом)

## Результаты как тренера национальных сборных
| Год  | Турнир                                                   | Сборная                              | Место |
| ---- | -------------------------------------------------------- | ------------------------------------ | ----- |
| 2004 | Чемпионат мира по кёрлингу среди юниоров (группа Б) 2004 | Германия (юниоры жен.)               | 5     |
| 2006 | Первенство Европы по кёрлингу среди юниоров 2006         | Германия (юниоры жен.)               | 4     |
| 2010 | Чемпионат мира по кёрлингу среди юниоров 2010            | Германия (юниоры жен.)               | 9     |
| 2015 | Первенство Европы по кёрлингу среди юниоров 2015         | Германия (юниоры жен.)               | 5     |
| 2016 | Чемпионат мира по кёрлингу среди юниоров (группа Б) 2016 | Германия (юниоры жен.)               | 11    |
| 2024 | Зимние юношеские Олимпийские игры 2024                   | Германия (юниоры, смешанная команда) | 15    |
| 2024 | Зимние юношеские Олимпийские игры 2024                   | Германия (юниоры, смешанная пара)    | 6     |
| 2025 | Чемпионат мира по кёрлингу среди юниоров 2025            | Германия (юниоры жен.)               | 2     |